# ماتيو غراندي
ماتيو غراندي (بالإيطالية: Matteo Grandi) هو لاعب كرة قدم إيطالي في مركز حراسة المرمى، ولد في 12 أكتوبر 1992 في فاينزا في إيطاليا. لعب مع نادي تشيزينا.

## وصلات خارجية
- ماتيو غراندي على موقع قاعدة بيانات كرة القدم.إي يو (الإنجليزية)
- ماتيو غراندي على موقع Soccerway.com (الإنجليزية)
- ماتيو غراندي على موقع عالم كرة القدم.نت (الإنجليزية)